# 伊朗—烏克蘭關係
伊朗-乌克兰关系是指伊朗和乌克兰之间的双边关系。伊朗在基輔设有大使馆，乌克兰在德黑兰设有大使馆。乌克兰国际航空752号班机空难的發生以及2022年俄羅斯入侵烏克蘭期间伊朗向俄羅斯提供见证者-136无人机後兩國關係開始惡化。

## 历史
1991年12月25日，伊朗正式承认乌克兰独立。1992年1月22日，乌克兰和伊朗建立外交关系。1992年1月，伊朗驻基輔大使馆开始运作，同年10月，乌克兰驻德黑兰大使馆开始运作。
1992年4月25日至26日，应伊朗总统阿克巴尔·哈什米·拉夫桑贾尼邀请，烏克蘭總統列昂尼德·克拉夫丘克访问伊朗。
伊朗在2022年俄羅斯全面入侵烏克蘭之前不支持俄羅斯聯邦併吞克里米亞，并认为克里米亚是乌克兰不可分割的一部分。
2020年1月8日，伊朗军方意外击落烏克蘭的民航客機，引發乌克兰国际航空752号班机空难，两国关系開始紧张。 1月11日，烏克蘭總統弗拉基米尔·泽连斯基呼籲伊朗政府將犯人绳之以法，同時他還要求伊朗賠款。2020年1月20日，伊朗总统特使、伊朗住房和城市发展部部長率领的伊朗代表团抵达基辅訪問，該部長会见了乌克兰外交部部長。双方谈到各方有必要对乌克兰国际航空752号班机空难进行全面客观的调查。

### 俄羅斯全面入侵烏克蘭
2022年2月24日，俄罗斯入侵乌克兰。伊朗方面指责北大西洋公约组织和美国煽动战争，但伊朗政府呼吁交戰雙方通過政治辦法解决冲突。同時有许多伊朗人抗议俄罗斯入侵烏克蘭，并批评政府在衝突中偏袒俄羅斯。2月26日，伊朗保守派报纸Kayhan发表社论，表示數十年以來，美國一直坑害自己的盟友，並且一旦盟友陷入危機，美國就會無情拋棄。2月27日，一群伊朗人聚集在乌克兰驻德黑兰大使馆外，抗议俄罗斯的入侵，他们在那里高呼“普京去死”。 伊朗前总统马哈茂德·艾哈迈迪内贾德和穆罕默德·哈塔米等伊朗政界人士谴责俄羅斯入侵并表示支持乌克兰。
3月2日，伊朗在聯合國大會第ES-11/1號決議中投了弃权票。4月7日，伊朗在聯合國大會第ES-11/3號決議中投了反對票。
7月，弗拉基米尔·普京访问德黑兰期间，伊朗表示坚定支持特別軍事行動，伊朗最高领袖阿里·哈梅內伊表示，如果俄罗斯没有對乌克兰展開特別軍事行動，那麼俄羅斯將會被北約偷襲。不過伊朗方面表示不会在战争期间向俄罗斯或乌克兰提供武器。但是9月起，俄羅斯多次對烏克蘭發動無人機襲擊，而俄羅斯派出的無人機被發現是由伊朗提供的见证者-136无人机。
9月23日，由於乌克兰不滿伊朗向俄羅斯提供無人機，決定降低与伊朗的外交关系级别。烏克蘭方面不承認伊朗驻乌克兰大使的大使身份，并大幅减少伊朗驻基辅大使馆的外交人员数量。乌克兰外交部长德米特罗·库列巴還向弗拉基米尔·泽连斯基建议烏克蘭應該與伊朗斷交。
2023年5月29日，由於伊朗向俄羅斯提供無人機，烏克蘭最高拉達宣佈對伊朗實施制裁。烏克蘭將禁止向伊朗出口军用和民用产品，伊朗的货物和飞机也無法過境乌克兰。